# 丹·布朗
丹尼尔·格哈德·布朗（英語：Daniel Gerhard Brown，1964年6月22日—），生于美国新罕布夏州，美國作家，2003年國際暢銷書《达芬奇密码》的作者。作品多為結合密碼學、科技、宗教、藝術等知識的懸疑小說，曾在臺灣被出版商譽為「全球驚悚小說之王」。

## 早年生活
丹·布朗出生於美國新罕布夏州的艾斯特鎮，是家中老大，母親是職業音樂家，在教堂演奏管風琴。丹·布朗的父親理查德·G·布朗是數學老師，撰寫過教科書，退休前在菲利普艾斯特學院教授高中數學。
菲利普艾斯特學院是間不嚴格的寄宿學校，新老師任教前幾年必須住校，所以丹·布朗和他的兄弟姊妹都是在學校裡頭長大的。艾斯特鎮的社會環境大多是基督教徒，丹·布朗從小參與教堂合唱團跟主日學校，暑假則在教會營會渡過。他在艾斯特鎮上中小學，讀到9年級之後，轉入菲利普艾斯特學院。

## 創作歌手
1982年從菲利普艾斯特學院畢業之後，丹·布朗進入阿默斯特學院，成為古老的塞尤斯倫兄弟會的一員，他打壁球，參加艾摩斯特合唱團，向小說家艾倫·陸契克（Alan Lelchuk）學寫作。
丹·布朗1986年拿到西班牙語和英語雙學位之後，涉足音樂界，創作合成音效，自製一卷叫《動物合音》（SynthAnimals）的兒童卡帶，賣了上百卷。他那時自己開了一家名叫「鬼混」（Dalliance）的錄音公司，在1990年針對成人市場自資發行一張叫《Perspective》的音樂CD，也賣了上百張。1991年，搬到好萊塢追求創作歌手和鋼琴家的人生大夢。
丹·布朗在洛杉磯進入國家作曲學院，參與不少活動。也是在這時候，他遇到大他12歲的布萊絲·紐頓，學院的藝術創作系（Artist Development）主任。她不尋常地接下丹·布朗栽培計劃，寫新聞稿，舉辦活動，並將他介紹給有力人士，1993年，丹·布朗出了一張同名專輯。她和丹·布朗感情上也進展神速，雖然直到1993年為止，朋友都還不知道他們在交往，不過當丹·布朗回到新罕布夏州，而布萊絲夫唱婦隨時，大家就明白了。他們在1997年結成夫妻。
幫助丹·布朗的歌唱事業外，布萊絲最大的影響莫過於寫作，她對丹·布朗的作品助益良多。他們曾用筆名合寫過幽默小品，推測她應該也在其它作品裡佔有重要的角色。在《骗局》的銘謝頁上，丹·布朗感謝「布萊絲·布朗，感謝她不辭辛勞為我研究背景、提升寫作靈感」。

## 新英格蘭老師
丹·布朗和布萊絲在1993年搬回家鄉新罕布夏州，到母校菲利普艾斯特學院擔任英語老師，並在林肯阿克曼小學，一所只有8個年級250名學生的小學校，教高年級學生西班牙語。
1994年，丹·布朗發行一張名為《天使與魔鬼》（Angels & Demons）的音樂CD，美術設計就是後來為同名小說設計双元式图标的约翰·兰登。唱片封面上，同樣也有致妻子的感謝辭，「送給我孜孜不倦的合力撰稿者、合作製片人、副技師、其他重要的人，還有心理治療師。」
同年，他在大溪地渡假時，讀完席尼·薛爾頓的《末日追殺》，他認為自己可以寫得比他好。於是他開始起草撰寫《数字城堡》，一邊跟妻子用筆名丹妮兒·布朗（Danielle Brown）合寫幽默小品《187種該躲開的男人：給情場失意女的指南》（187 Men to Avoid: A Guide for the Romantically Frustrated Woman），作者介紹寫著，「丹妮兒·布朗現住新英格蘭，教書寫書躲男人。」著作權頁還是列著丹·布朗的名字，這本書付印前就預售了上千本。

## 作家生涯
1996年，丹·布朗辭去教職全心投入寫作。1998年出版《数字城堡》，布萊絲為這部小說作足了行銷，她撰寫新聞稿、為丹·布朗敲定談話節目以及記者訪談。幾個月後，丹·布朗和妻子又發表了另一本幽默小品《The Bald Book》，這部小品的作者正式屬名為布萊絲，不過出版商說主要的撰寫人還是丹·布朗。
丹·布朗的前三部小說成績平平，每部小說的初版大約只有萬本，但是到了第四部小說《达·芬奇密码》，一躍而成暢銷作家中的黑馬，這部小說2003年一出版隨即登上紐約時報暢銷書排行榜第一名，現在已是有史以來最暢銷的小說之一（儘管也受到了嚴苛的批評）。到2006年全球銷暢量已累積達6050萬本，丹·布朗前幾部小說也跟著大賣。他的四部小說2004年同時進入紐約時報暢銷書排行榜。2005年，他被《時代》雜誌列入年度百大最有影響力的人，《福布斯》雜誌將丹·布朗評選為2005年百大名流第12名，估計他年收入達7600萬美元，《時代》雜誌估計他光是《达·芬奇密码》就有2500萬美元的進帳。
在2004年10月，丹·布朗和家人捐款220萬美元給菲利普艾斯特學院，祝賀父親獲得總統榮譽獎，設立「查理·布朗科技基金」，用於「提供電腦和高科技設備給貧困的學生」。丹·布朗對密碼學、密鑰和密碼興趣濃厚，一直都是他故事裡的主題，評論家常對書裡的密碼學行話和科技用語進行探究，他的小說已經被翻譯超過40種語言。
2006年，哥倫比亞電影公司推出由丹·布朗同名小說改編的電影《达·芬奇密码》，朗·霍華擔任導演，湯姆·漢克斯飾演主角羅柏·蘭登教授，奥黛丽·塔图飾演索菲·纳芙，伊恩·麦克莱恩爵士飾演利·提宾。這部電影被認為是2006年最令人期待的影片，5月17日在戛纳电影节首映，評語卻是一片唱衰。丹·布朗列名為電影《达·芬奇密码》的執行製片，為電影設計了不同的密碼。丹·布朗自編自奏的歌曲《Phiano》也收錄在電影原聲帶裡面。
丹·布朗2007年的作品《所羅門之鑰》(後正式命名為《失落的秘符》)，場景將設定在美國華盛頓特區，講述「秘密結社」共濟會。丹·布朗的促銷網站說，《达·芬奇密码》的書皮藏有一個謎題，答案就是下一本小說的主題。（兩次提到位於美國維吉尼亞州朗利 (維吉尼亞州)中央情報局總部的克里普托斯雕像）丹·布朗在早先的作品中，也玩過這樣的手法。例如，《骗局》書末也有一個謎題，解開之後答案是「《达·芬奇密码》即將面市」。
在《天使與魔鬼》、《達文西密碼》、《失落的符號》、《地獄》、《起源》五本書中的主要人物都是符號學家羅柏·蘭登，帶領讀者一起探索疑雲。五本書因此可說是前後續集。

## 小說作品
| 出版年份 | 臺灣譯名   | 中國大陆譯名 | 英文原名          | 備註          |
| -------- | ---------- | ------------ | ----------------- | ------------- |
| 1998     | 數位密碼   | 数字城堡     | Digital Fortress  |               |
| 2000     | 天使與魔鬼 | 天使与魔鬼   | Angels & Demons   | 羅柏·蘭登系列 |
| 2001     | 大騙局     | 騙局         | Deception Point   |               |
| 2003     | 達文西密碼 | 达·芬奇密码  | The Da Vinci Code | 羅柏·蘭登系列 |
| 2009     | 失落的符號 | 失落的秘符   | The Lost Symbol   | 羅柏·蘭登系列 |
| 2013     | 地狱       | 地狱         | Inferno           | 羅柏·蘭登系列 |
| 2017     | 起源       | 本源         | Origin            | 羅柏·蘭登系列 |

## 其他作品
| 出版年份 | 臺灣譯名   | 中國大陆譯名 | 英文原名      | 備註   |
| -------- | ---------- | ------------ | ------------- | ------ |
| 2020     | 動物狂想曲 |              | Wild Symphony | 圖畫書 |

## 改編電影作品
- 達文西密碼 (電影)，2006年
- 天使與魔鬼 (電影)，2009年
- 地獄 (2016年電影)，2016年

## 其它軼事
- 丹·布朗會在閣樓他的寫作間玩網球，他凌晨4點就起床工作，書桌上擺放著一只古董沙漏，用來提醒他要適時休息。
- 丹·布朗告訴書迷，他使用倒吊鞋（Gravity Boots）倒立來克服創作瓶頸。他說，「頭下腳上倒掛起來，使我整個想法都煥然一新，有助於解決劇情上的挑戰。」
- 丹·布朗小說中的人名多是取自身邊的真實人物。罗伯特·兰登來自創造《天使與魔鬼》双元式图标的約翰·蘭登。教皇内侍卡洛·文特斯克的名字來自漫畫家朋友卡拉·文特斯克。罗伯特·兰登的編輯琼纳斯·福克曼，就是以丹·布朗真實生活的編輯傑森·福克曼命名的。利·提宾爵士取自《聖血與聖杯》（圣血与圣杯（英语：Holy Blood, Holy Grail），《达·芬奇密码》的主要取材對象）的兩位作者之名。
- 丹·布朗在2006年3月的審訊聲明（當時《聖血與聖杯》作者控告丹·布朗抄襲，後判駁回）中說，在他小時候，父親會在生日和聖誕節時，用提示和密碼設計尋寶遊戲，讓他們兄弟姊妹循線找到禮物。同樣的事件他也將之寫入角色的童年。
- 不少人評論丹·布朗的小說裡（尤其是《达·芬奇密码》）隱含有反基督的思想。丹·布朗以基督徒自居，他表示造成討論風氣反而是好的，最後反而能證明真理的不可動搖。
- 丹·布朗的暢銷書《达·芬奇密码》是他首部登上大銀幕的作品，不過卻是主角罗伯特·兰登系列的第二個故事，他的第一次登場是《天使與魔鬼》。
- 小說中蘭登跟丹·布朗一樣，母校都是菲利普艾斯特學院。
- 在2005年的電影《黑道比酷（英语：Be Cool）》裡有一幕空中铁匠演唱會的場景，根據資料顯示，丹·布朗夫婦就坐在前排。
- 電影《达·芬奇密码》裡，丹·布朗夫婦的身影曾出現在前段一個書店場景裡面。

### 爭議
丹·布朗在一些訪談節目中的談話引起爭議：
- 在訪談節目中，丹·布朗說他的妻子是「藝術歷史學家」和「畫家」，儘管在這些領域裡，並沒有她的專業作品。他們初相遇時，她是洛杉磯國家作曲學院的藝術創作系主任。2006年發生《达·芬奇密码》侵權官司，在審訊敘述文件裡，顯示布萊絲為這部小說下了很大的工夫，她描述為「主要研究者」。
- 丹·布朗說他大學時期，曾遊學歐洲，到西班牙塞維爾大學學習藝術歷史，他在此時首度正式接觸李奧納多·達文西的作品。不過艾伐洛·桑契茲·李奧（Alvaro Sanchez Leon）在西班牙雜誌《Epoca》2006年1/2月號發表的一篇文章上說，「大學裡沒有這位先生的註冊資料，他可能參加的是地理歷史系為外國學生辦的秋天課程。」

### 未來的計劃
- 丹·布朗說他已經規劃了至少12本書的大綱，其中一本是跟知名作曲家有關的秘密結社，推測是指莫札特，他也是個共濟會員。
- 有些書宣稱要揭露新小說的秘密，《Secrets of the Widow's Son》自稱是「探索指南」，《The Guide to Dan Brown's The Solomon Key》暗示新小說是跟耶魯大學的骷髏兄弟會有關，這個兄弟會老喬治布希跟约翰·克里都曾加入。

## 外部連結
- 丹·布朗官方網站（页面存档备份，存于）
- WorldCat 聯合目錄中丹·布朗的著作或與之相關的著作